# Duomo di Santo Stefano (Bracciano)
La chiesa collegiata di Santo Stefano Protomartire, anche nota come duomo di Santo Stefano, è un edificio di culto cattolico di Bracciano, in città metropolitana di Roma Capitale e diocesi di Civita Castellana; fa parte della vicaria del Lago.

## Storia

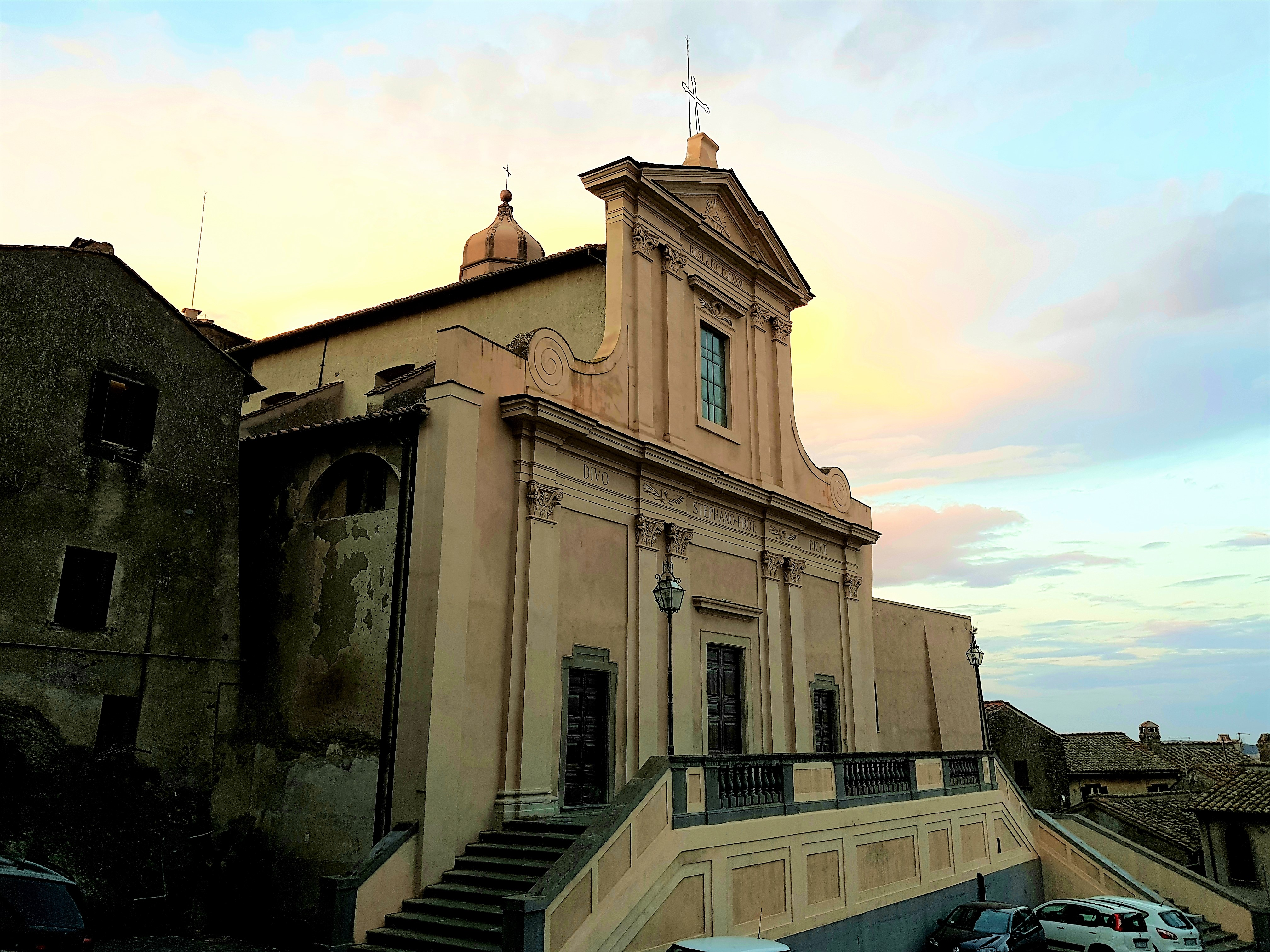
Il duomo visto di lato.

La chiesa venne edificata all'epoca dei Prefetti di Vico intorno al 1200 ma, la mancanza di una documentazione esauriente, non permette una ricostruzione certa dall'antico impianto. Attorno al 1550 le dimensioni di S. Stefano erano ormai inadeguate e a questo si aggiunse il cattivo stato dell’antica costruzione che obbligò il Capitolo ad importanti interventi di ampliamento. La nuova costruzione dovette essere realizzata rapidamente visto che nel 1554 vi fu celebrata, per la prima volta, la festa solenne di maggio in onore di San Sebastiano.
Tra il 1609 e il 1619 vennero anche eseguiti i lavori di restauro e trasformazione del vecchio campanile che assunse la forma che vediamo attualmente. Quello di stile tardo medievale, caratterizzato da tetto a cuspide e finestrelle, era stato infatti colpito per due volte da un fulmine. A causa dell’aumento rapido della popolazione si presentò la necessità di ingrandire la chiesa e ovviare ai problemi di umidità che la riguardavano. Per questi motivi il Capitolo decise di rivolgersi nel 1638 all’architetto Orazio Turriani. Nel 1685 fu ufficialmente posata la prima pietra del nuovo altare maggiore in muratura, che andò a sostituire quello esistente realizzato in legno. Con il rifacimento seicentesco, la chiesa assunse una planimetria a croce latina, con tre navate divise tra loro da due file di pilastri, che prendono luce da una serie di finestroni che si aprono sulle laterali.
Una profonda trasformazione dell’area antistante la chiesa avvenne nel 1869 con la costruzione dell’attuale gradinata di accesso a due rampe e, nel 1873, con la definitiva sistemazione della piazza a larghe gradinate.
Ai primi del 1900, con la trasformazione della cappella dedicata in origine a S. Antonio e destinata invece ad ospitare la macchina processionale contenente le tavole del SS. Salvatore, può considerarsi conclusa la storia della “Fabbrica di S. Stefano”.
Al settecento risalgono gli ultimi consistenti lavori di manutenzione, con il rifacimento dell'intera facciata.
Nel Duomo sono conservati due dipinti di Giacomo Zoboli: la Lapidazione di Santo Stefano e il Battesimo di Gesù Cristo

## Le entrate della chiesa
L'antico "castrum" dell'anno 1000 era formato da una cinta muraria priva di merlature, da torrette di guardia, dal mastio, dal palazzo baronale e dalla chiesa, posta all'interno della cinta muraria ma all'esterno delle mura della rocca.
In questo modo si formarono due recinti che davano la possibilità ai fedeli di poter entrare in chiesa senza accedere al palazzo baronale.

## Il museo e gli oggetti conservati nella chiesa
Sono molti gli oggetti di pregio conservati al suo interno: un fonte battesimale del Cinquecento, un ciborio in legno della fine del Cinquecento, un reliquiario in legno dorato datato alla fine del Seicento ed infine due trittici su tavola, di cui uno attribuito a Gregorio e Donato d'Arezzo e datato al 1315, rappresentanti il Redentore e ai lati i santi Giovanni Battista e Nicola, la Vergine della Cintolatra e i santi Stefano e Lorenzo.